# Museo Etnográfico de Valencia de Alcántara
El Museo Etnográfico de Valencia de Alcántara es un museo ubicado en la localidad cacereña de Valencia de Alcántara (España). Tiene su sede en el claustro del Convento de Santa Clara y está dedicado a recopilar usos, costumbres, tradiciones y oficios antiguos.

## Historia
El Museo se inauguró el 31 de octubre de 2008, con el propósito de ser un lugar de referencia del acerbo cultural de Valencia de Alcántara y su campiña, reflejando en las distintas salas que lo componen los oficios y formas de vida de los habitantes de la Raya.

## Sede
Está ubicado en la galería alta del claustro del antiguo Convento de Santa Ana de la Orden de Santa Clara, reformado en 1928 y adaptando las celdas a las aulas del Colegio General Navarro y Alonso de Celada hasta su reconversión en Museo Etnográfico Municipal y Oficina Municipal de Turismo.

## Colecciones
Los objetos recogidos en el Museo fueron cedidos por vecinas y vecinos. Se formó a un grupo de mayores quienes, de forma desinteresada, explican el museo. Consta de 8 salas, ubicadas alrededor del claustro del Convento. 
Sala 1. Homenaje al antiguo colegio General Navarro y Alonso de Celada, ubicado en ese edificio, con fotografías, material escolar, libros y documentación de su inauguración y cedidos por el Consejo Escolar.
Sala 2. Materiales y maquinaria de una imprenta, cedidos por descendientes de la Imprenta Avila.
Sala 3. Fiestas y tradiciones de Valencia de Alcántara, como "Los Mayos", "La Cruz de Mayo" y San Isidro Labrador, con trajes y objetos típicos de las fiestas
Sala 4. Cocina tradicional y una cocina de matanza con útiles y herramientas cedidas por particulares.
Sala 5. Oficios antiguos en el medio rural pero también en una carpintería y una herrería, todos los materiales cedidos por particulares
Sala 6. Técnicas de costura (corte y confección, ganchillo, bordado, bolillos, punto...) y simula estancias de una casa de principios del siglo XX (sala de estar, baño, dormitorio).
Sala 7, Muestra de Afiches del Archivo Municipal y fotografías antiguas de eventos culturales y festivos de la primera mitad del siglo XX de la localidad
Sala 8, Materiales y útiles del desaparecido Teatro-Cine Luis Rivera cedidos por su propietario.

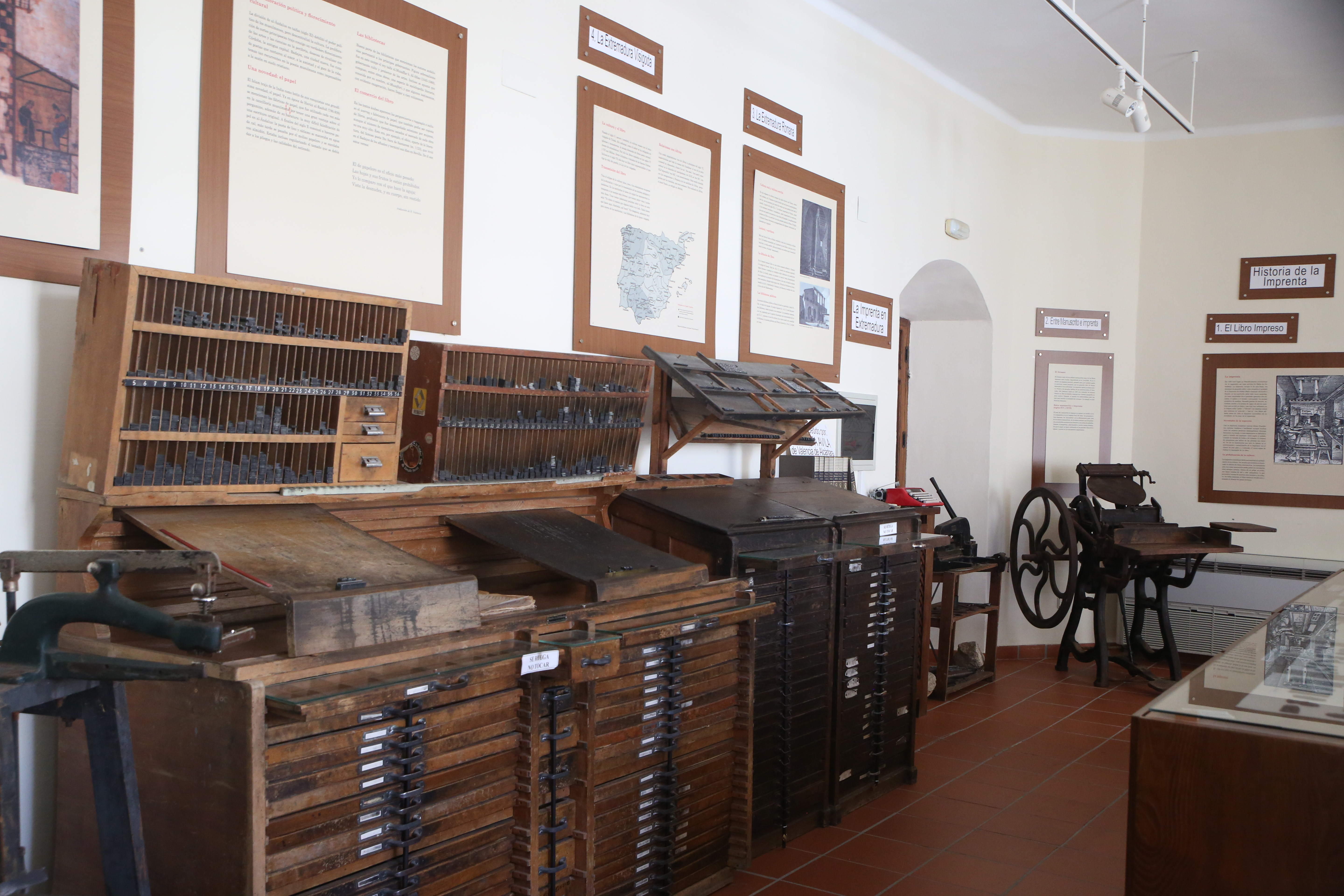
Sala 2. Imprenta
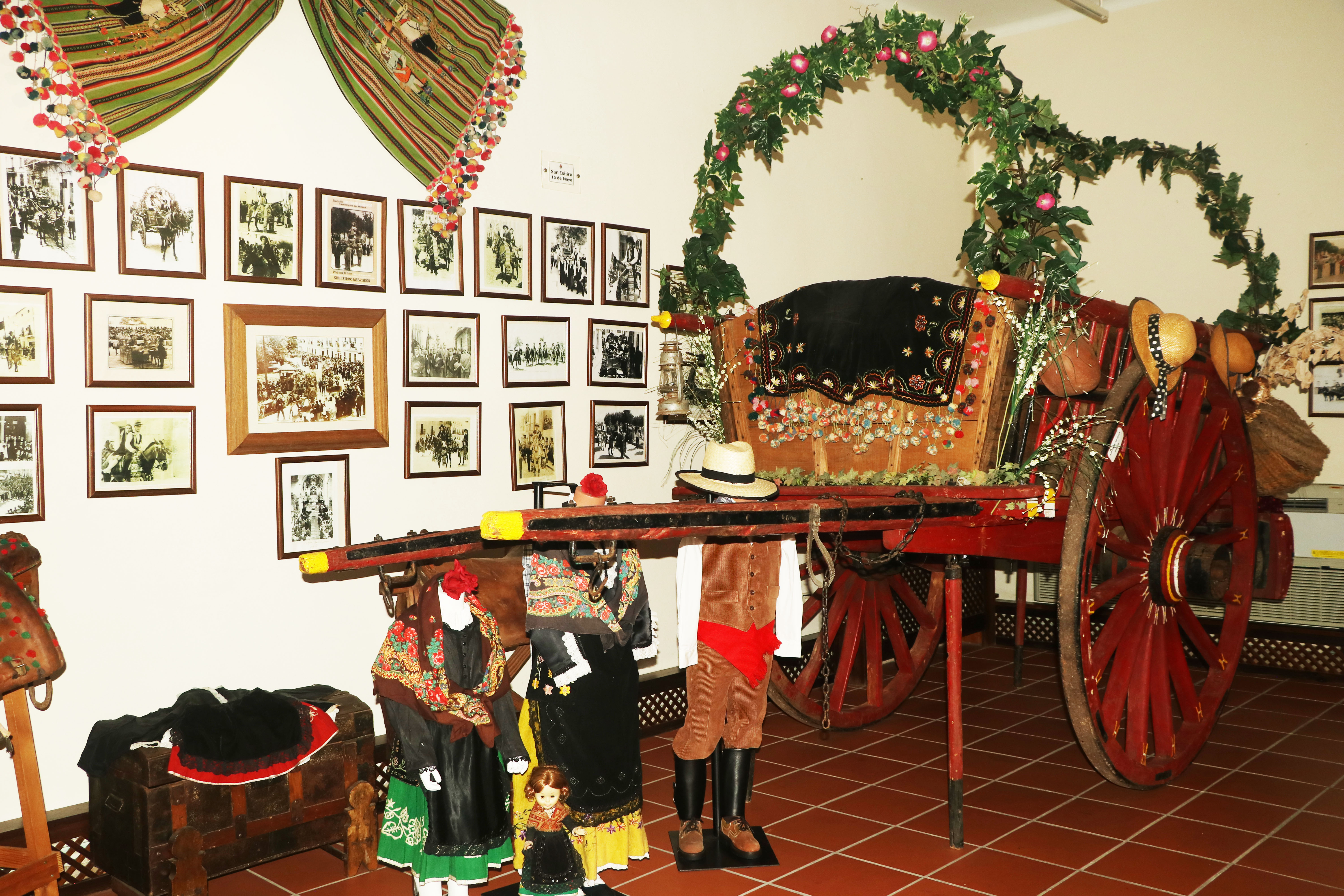
Sala 3. Fiestas y tradiciones
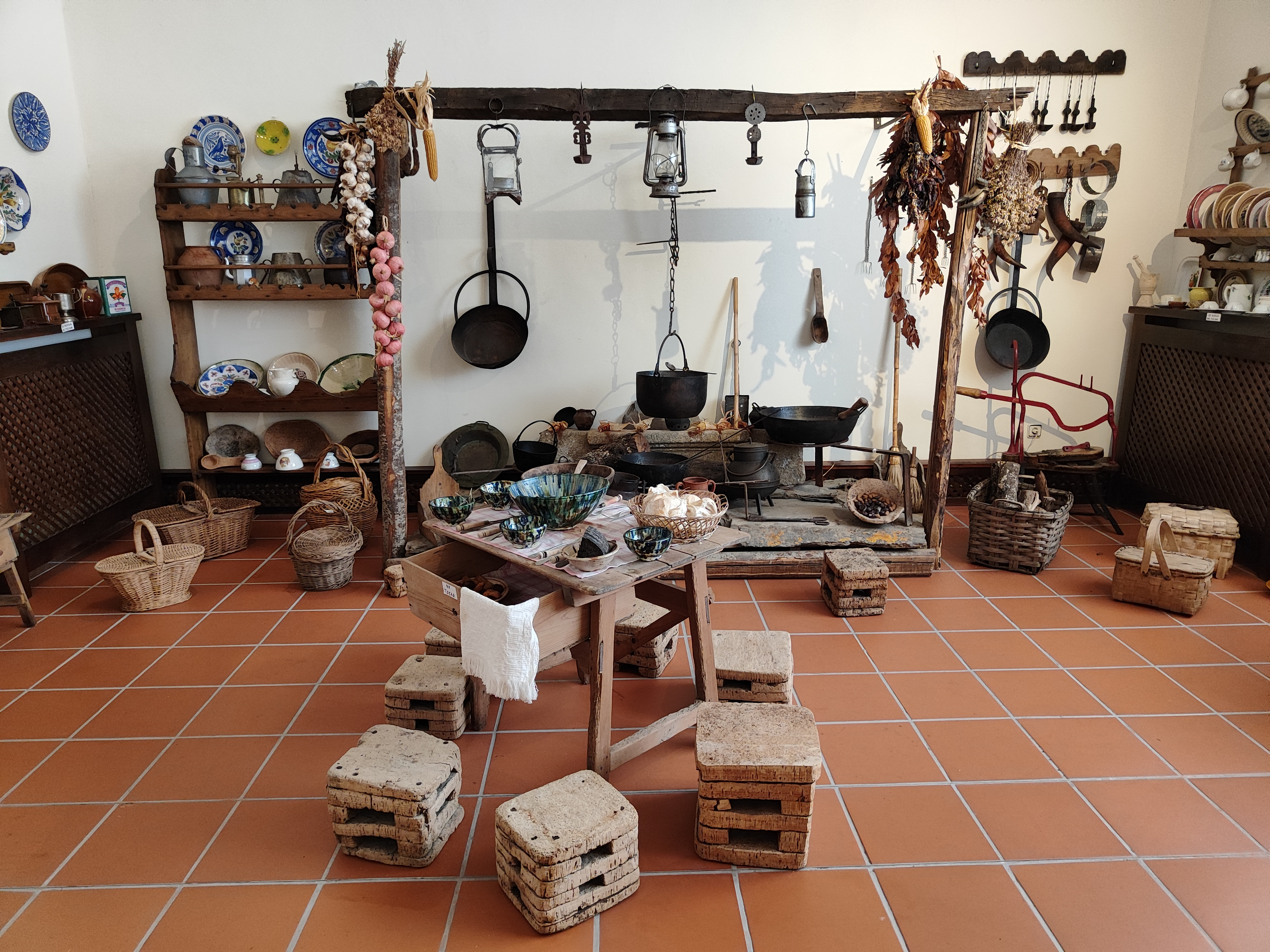
Sala 4. Cocina tradicional
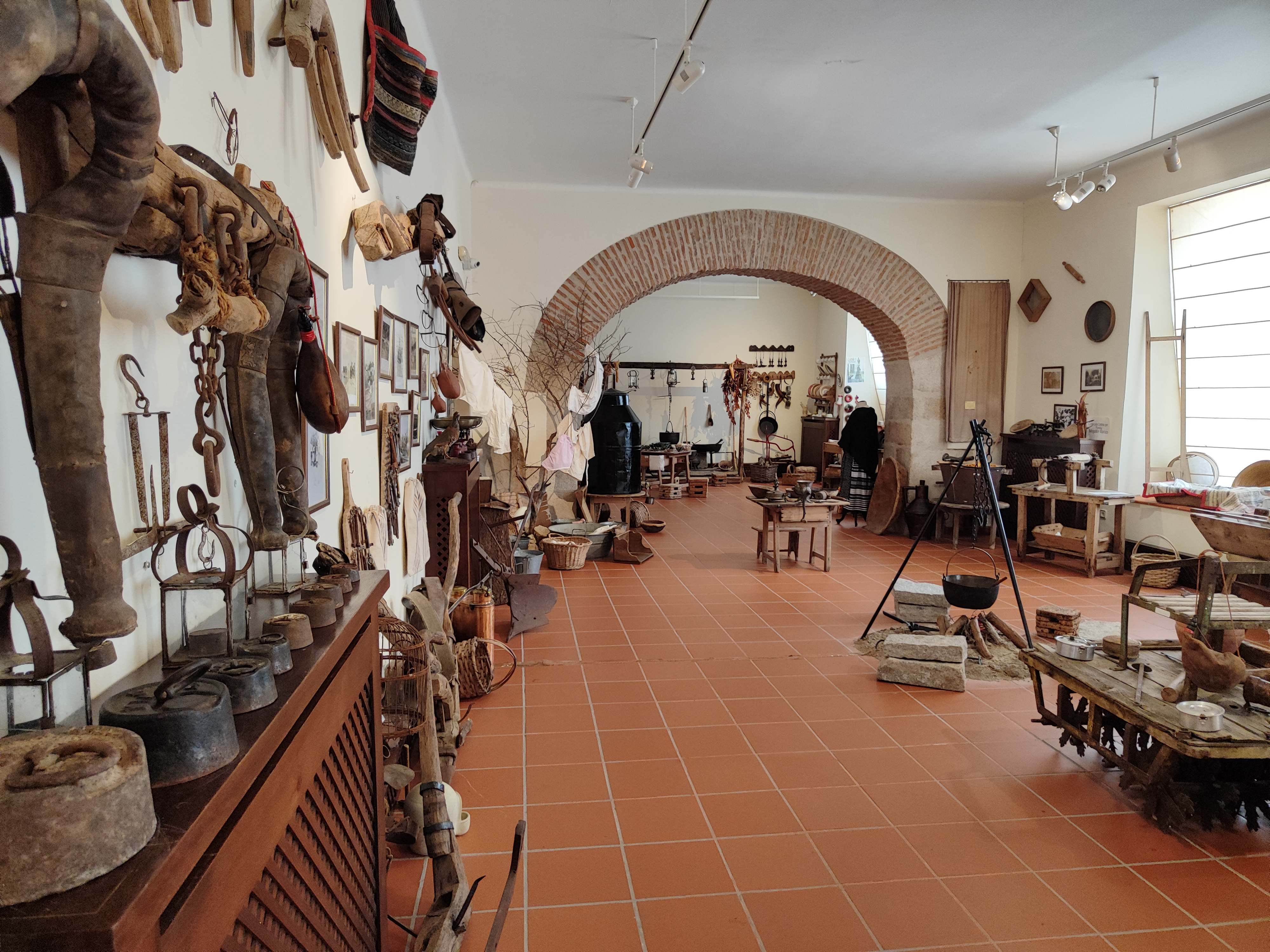
Sala 5. Oficios antiguos
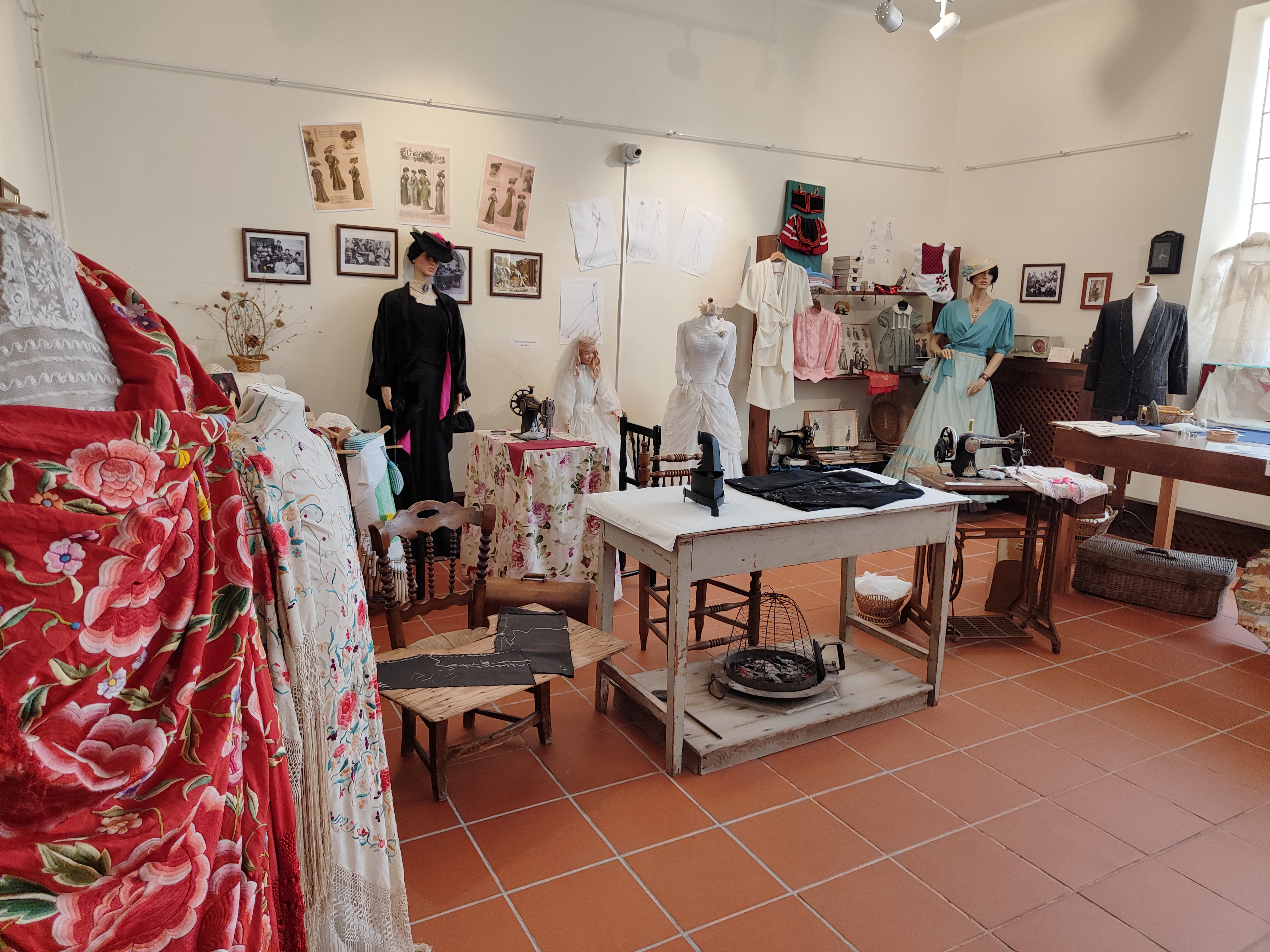
Sala 6. Técnicas de costura
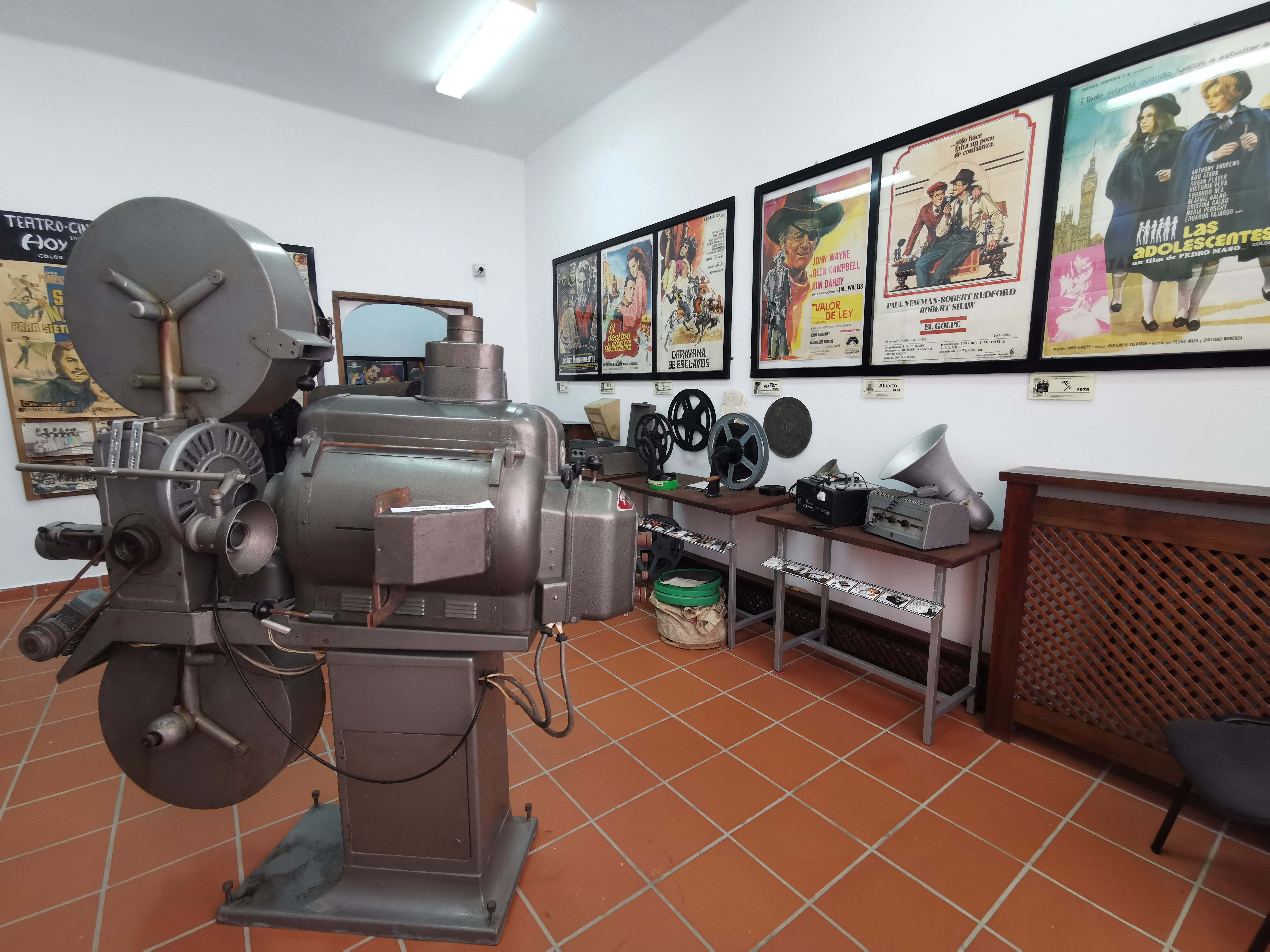
Sala 8. Cine